# 西村美夕妃
西村 美夕妃（にしむら みゆき、1980年11月6日 - ）は、日本のタレント、司会者、ナレーターである。
社会保険労務士やファイナンシャルプランナー、キャリアコンサルタントとしても活動している。
血液型はO型。三重県伊勢市出身。かつては、笹野美夕妃、笹乃美夕妃、松本美夕妃の名義で活動していた。

## 略歴
三重県立宇治山田商業卒業。名古屋芸術大学短期大学部音楽科卒業。三重県松阪市内の市立中学校にて約1年間教員生活を送る。その後ニュージーランドに短期留学。
皇學館大学文学部国文学専攻卒業。皇學館大学大学院文学研究科国文学専攻博士前期課程中退。
2006年1月にオフィスブレスユー所属。東海地区でタレントとして活動中。
2008年5月に結婚。2009年9月に第一子となる長男出産。

## 活動概要

### テレビ番組
- おはよう三重（三重テレビ）情報BOXリポーター
- サンアリーナ通信（アイティービー）2006年4月-2008年3月レギュラー放送
- まちバル（スターキャット・ケーブルネットワーク）
- ほっと！東紀州（ZTV）2006年10月-2007年3月レギュラー放送
- 番組宣伝CM（アイティービー）2007年2月-8月レギュラー放送
- What's New（ZTV）2007年4月-9月レギュラー放送
- Z-NAVIGATION（ZTV）、他CMナレーション
- バラ組 伊勢志摩チックコレクション（アイティービー）2007年10月-2008年2月レギュラー放送

### ラジオ番組
- Morning Plus（FMなばり）2006年4月24日-2008年1月31日 月・木曜ナビゲーター
- ダイナランドDJ
- サウンドクルージング（FM三重）レギュラーリポーター
- 松本美夕妃のはぴeケータイライフ（FM三重）パーソナリティー
- 三重県伊勢市広報番組（FM三重）
- 三重県玉城町広報番組（FM三重）

### イベント司会
- 津まつりメインステージ MC
- M-ONE MC
- 丸山和也弁護士講演会 アナウンス
- ブライダル MC

### 講師
- 松阪市立久保中学校　常勤講師
- 青年選挙講座グリーンエイジミーティング
- 行政関係者や県内若者を対象に交流分析に関する講座講師
- 鈴鹿市立鼓ヶ浦中学校　職場体験前研修　マナー講座講師
- 津市立南が丘中学校　職場体験前研修　マナー講座講師
- 鈴鹿市立千代崎中学校　職場体験前研修　マナー講座講師
- 四日市大学コミュニティカレッジ検定対策講座講師

### その他
- 毎日新聞紙面広告リポーター
- 緊急地震速報装置ナレーション
- その他、企業VP出演など